# Jardins exotiques de Bouknadel

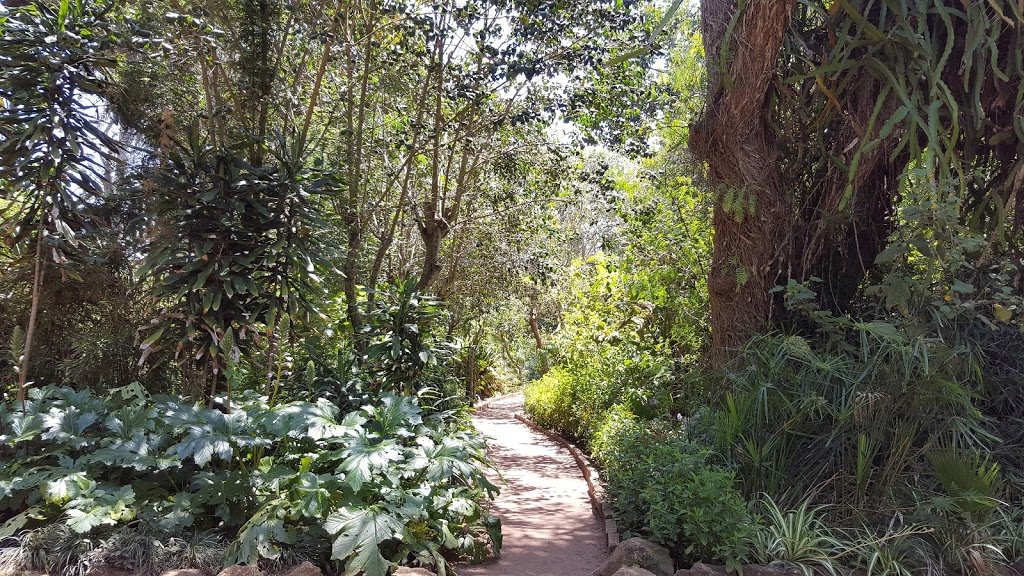
Pad door de tuinen

De Jardins exotiques de Bouknadel (Arabisch: الحدائق العجيبة) zijn een reeks van tuinen verspreid over een langgerekt (oost-west) perceel van ongeveer vier hectare in de gemeente Sidi Bouknadel in Marokko, niet ver van de Atlantische kust. De exotische tuinen werden vanaf 1949 ontworpen en aangelegd door de Franse tuinbouwingenieur Marcel François (1900-1999). Ze omvatten natuurtuinen, die geïnspireerd zijn op de wilde natuur van verschillende regio's in de wereld (bijvoorbeeld de Antillen, Kongo en Brazilië) en cultuurtuinen naar het voorbeeld van door mensen aangelegde tuinen in verschillende regio's (bijvoorbeeld een Andalusische, Chinese en Japanse tuin). De exotische tuinen zijn vrij toegankelijk voor het publiek. Op het perceel bevinden zich ook een volière, een vivarium (voor reptielen) en een labyrint.

## Ontstaansgeschiedenis
In 1949 kocht Marcel François een stuk grond waarop hij in de open lucht wilde tropische aquariumplanten begon te telen voor de export naar Frankrijk. Op dit grondstuk bouwde hij ook zijn huis. Bovendien begon hij op het perceel aan een educatief en ecologisch project met als doel tuinen uit verschillende delen van de wereld aan te leggen en aan het publiek te tonen. De tuinen werden in 1961 voor het publiek opengesteld.
In 1973 ging het eigendom van de tuinen als gevolg van de nationalisering (Marokkanisering) over op de Marokkaanse staat (Ministerie van Landbouw), maar Marcel François bleef nog wel de beheerder. In 1981 verloor hij ook het beheer over de tuinen, wat hem ertoe bracht Marokko in 1984 voorgoed te verlaten. Daarna maakten de tuinen een periode van verwaarlozing door.
In 2002 heeft de Stichting BMCE voor Onderwijs en Milieu, in samenwerking met de Stichting Mohammed VI voor de Bescherming van het Milieu (waarvan Prinses Lalla Hasna voorzitter van het bestuur is), de renovatie van de tuinen ter hand genomen. In 2005 werden de tuinen opnieuw opengesteld voor het publiek. In de voormalige woning van Marcel François is een museum gevestigd, dat de geschiedenis van de exotische tuinen laat zien.

## Afbeeldingen

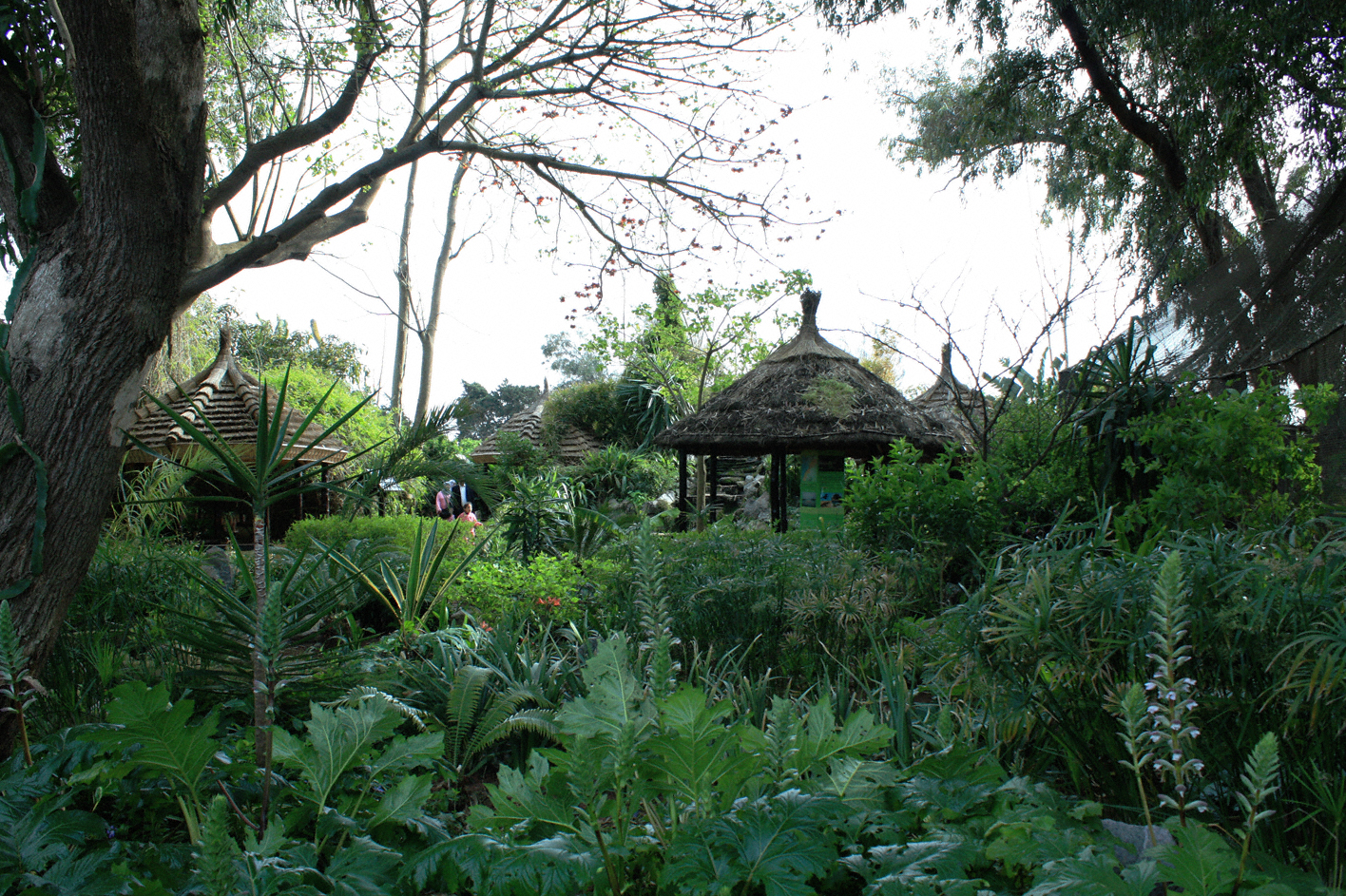
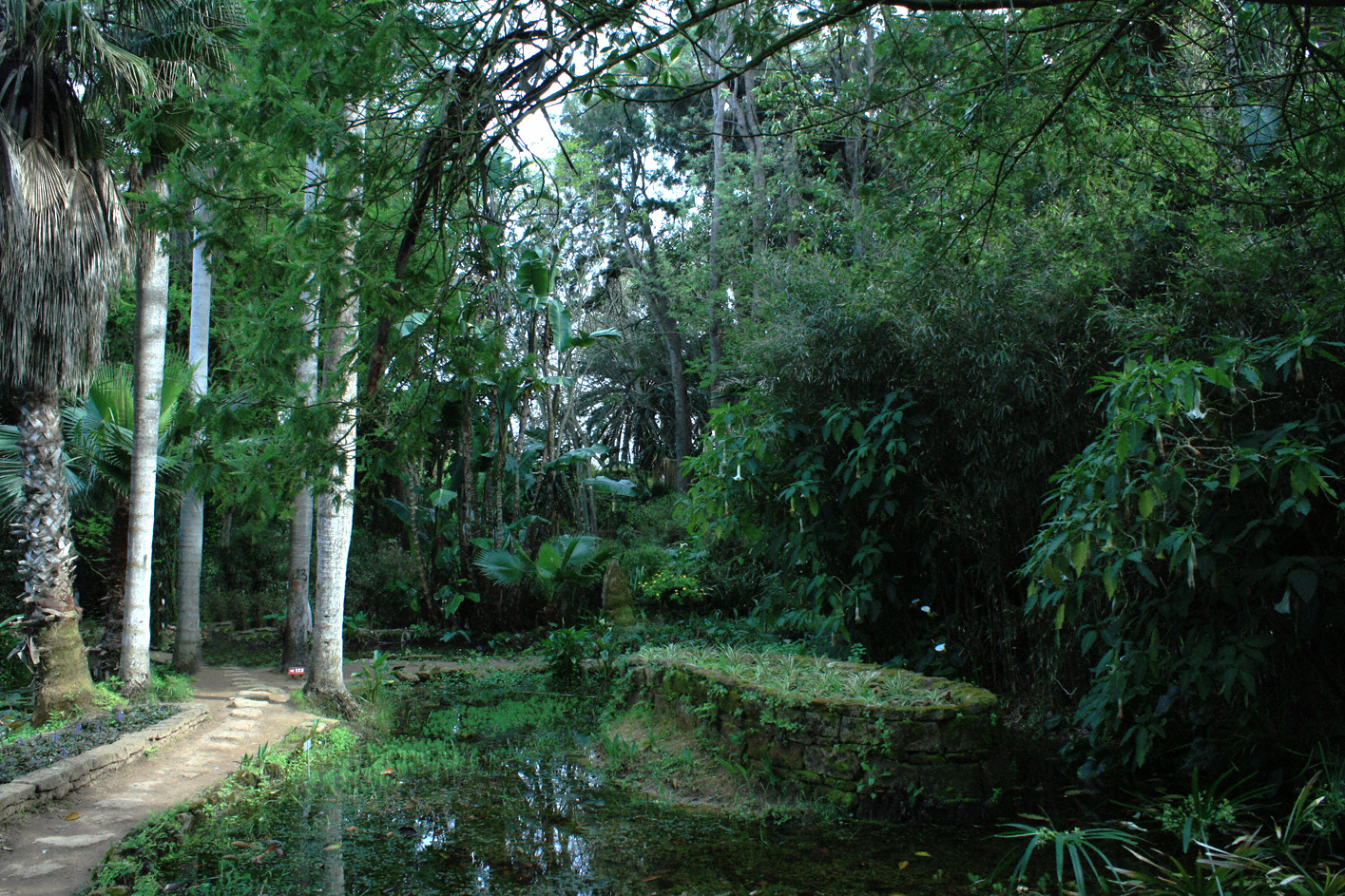
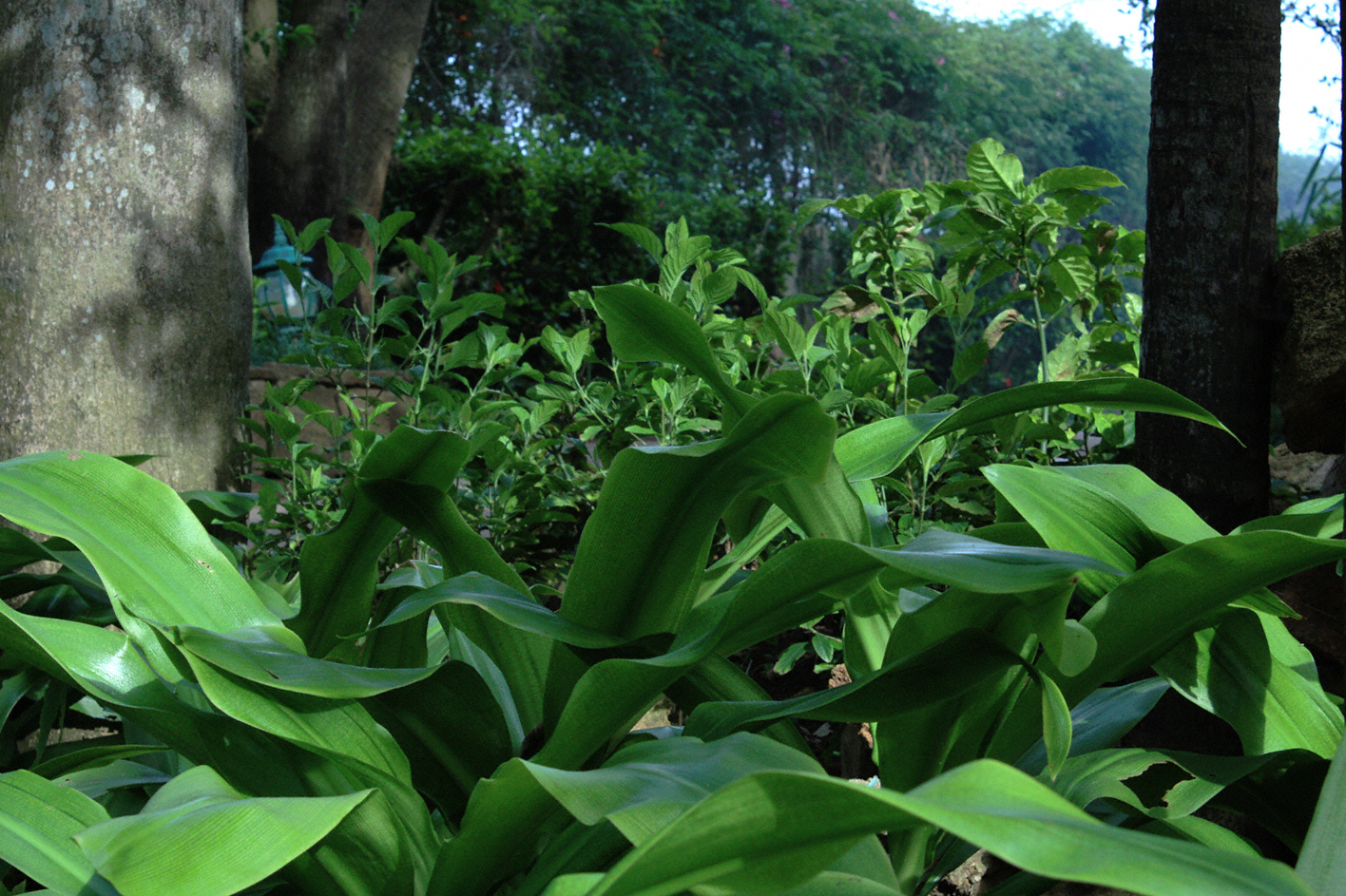
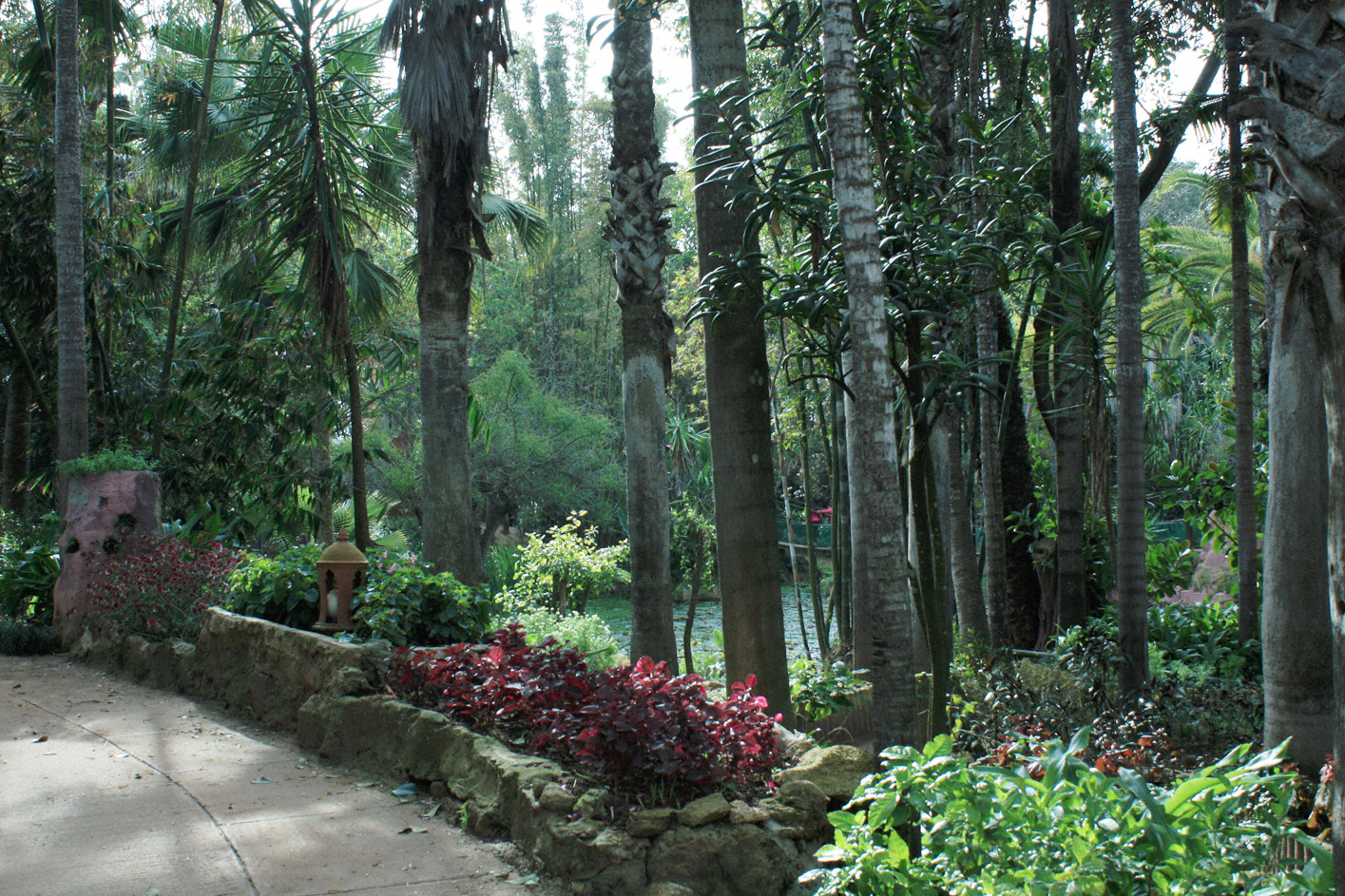